# Iglesia de Mármol
La iglesia de Federico (en danés, Frederiks kirke), más conocida por su nombre popular de iglesia de Mármol (Marmorkirken), es un templo luterano en Copenhague, Dinamarca.
Es un edificio de planta redonda que se comenzó a construir en 1749 por deseo del rey Federico V de Dinamarca en conmemoración del tercer centenario del ascenso de los Oldemburgo al trono danés, según diseño original del arquitecto Nicolai Eigtved de estilo rococó.
Su construcción se interrumpió en 1770 debido a su excesivo costo. Las obras no se retomaron hasta más de un siglo después gracias a una iniciativa privada y fueron finalizadas en 1894 por Ferdinand Meldahl. Meldahl modificó los proyectos anteriores y creó un templo barroco con la mayor cúpula de Escandinavia inspirado en la basílica de San Pedro de Roma.
La iglesia de Mármol se encuentra en el centro del distrito de Frederiksstaden, justo enfrente de Amalienborg.

## El proyecto original

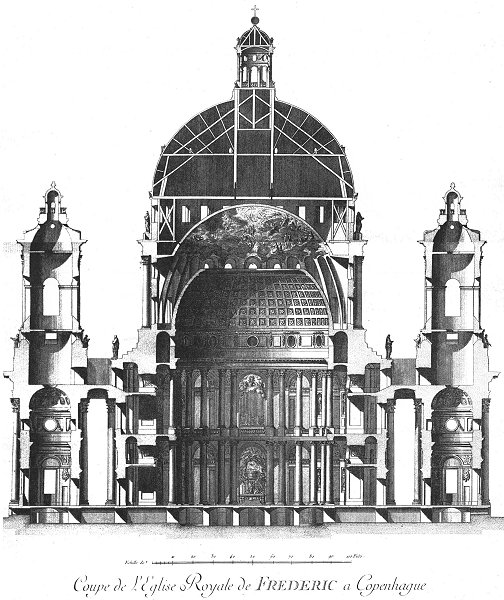
Sección longitudinal de la propuesta de Jardin.

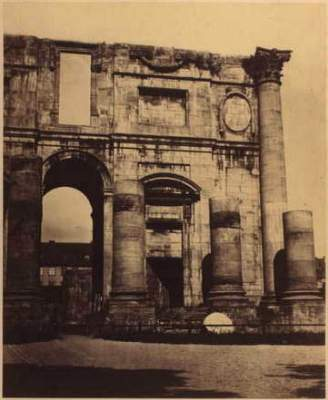
Aspecto de la iglesia en ca. 1875, poco antes de la reanudación de las obras.

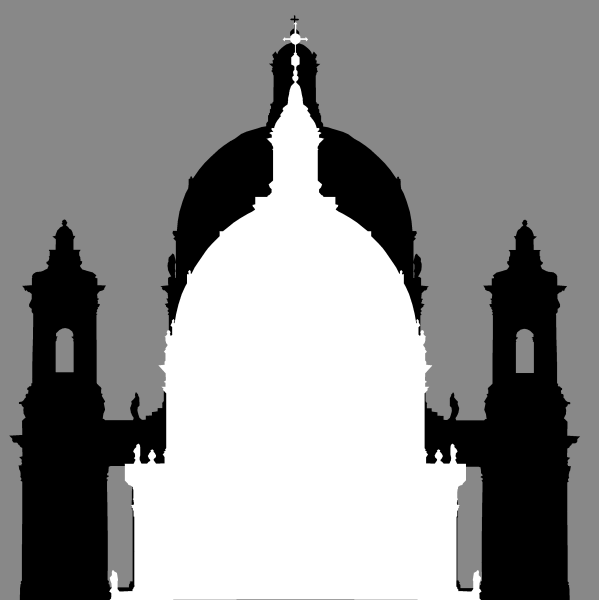
Comparación entre el proyecto de Jardin (negro) y la iglesia actual (blanco). Aunque la rotonda y la cúpula tienen el mismo diámetro y la linterna alcanza prácticamente la misma altura, la versión de Jardin parece mucho mayor.

Nicolai Eigtved, arquitecto de la corte danesa, obtuvo la encomienda del diseño de la iglesia y la dirección del proyecto de la construcción. Se conocen cinco planos de Eigtved entre 1750 y 1754. La comisión encargada de la construcción no estuvo totalmente de acuerdo con los proyectos de Eigtved, que eran de un estilo rococó arcaico. Por ello se aceptaron propuestas de otros arquitectos, como los franceses Ange-Jacques Gabriel y Nicolas-Henri Jardin, el danés Laurids de Thurah y el dano-germano Georg David Anthon.
La mayoría de los proyectos compartían el concepto de una iglesia de planta redonda con una gran cúpula, flanqueada de dos campanarios y con entradas en el este y el oeste.
Cuando Eigtved falleció –el 7 de junio de 1754–, Thurah se convirtió en director de la construcción, pero esta no avanzó hasta que Jardin fue llevado a Dinamarca y se encargó oficialmente del proyecto el 1 de abril de 1756. La construcción continuó de acuerdo a los planos de Jardin, mismos que serían publicados como grabados entre 1765 y 1769 con el nombre Plans, coupes et élévations de l'église royale de Fréderic V (“Planos, secciones y elevaciones de la iglesia real de Federico V”).
El rey Federico V financió el costoso proyecto pero a su muerte en 1766 su sucesor, Cristián VII, no estaba muy interesado en continuarlo. Las obras prosiguieron a paso lento hasta 1770, cuando se detuvieron por completo por orden del ministro Johann Friedrich Struensee. Hasta ese momento, la parte construida llegaba a la parte superior de las columnas inferiores en la parte este y un poco más abajo en la parte oeste.
Pasarían más de cien años antes de que las obras se reanudaran. Hubo varias propuestas para terminar la iglesia, entre ellas las de reconocidos arquitectos como Caspar Frederik Harsdorff y Gustav Friederich Hetsch, pero ninguna se llevó a cabo.

## La iglesia actual
En 1865 el empresario Carl Frederik Tietgen compró al Estado danés el solar de la iglesia, cuyas obras se encontraban en ruinas. Previamente, en 1849, el Estado había adquirido la propiedad de manos de la Casa Real con el propósito de continuar la construcción, condición que también figuraba en el contrato con Tietgen. La voluntad del empresario era que la iglesia no sólo fuera un monumento para la Casa Real, sino también para el religioso Nikolai Frederik Severin Grundtvig y su movimiento, el gruntvigianismo.

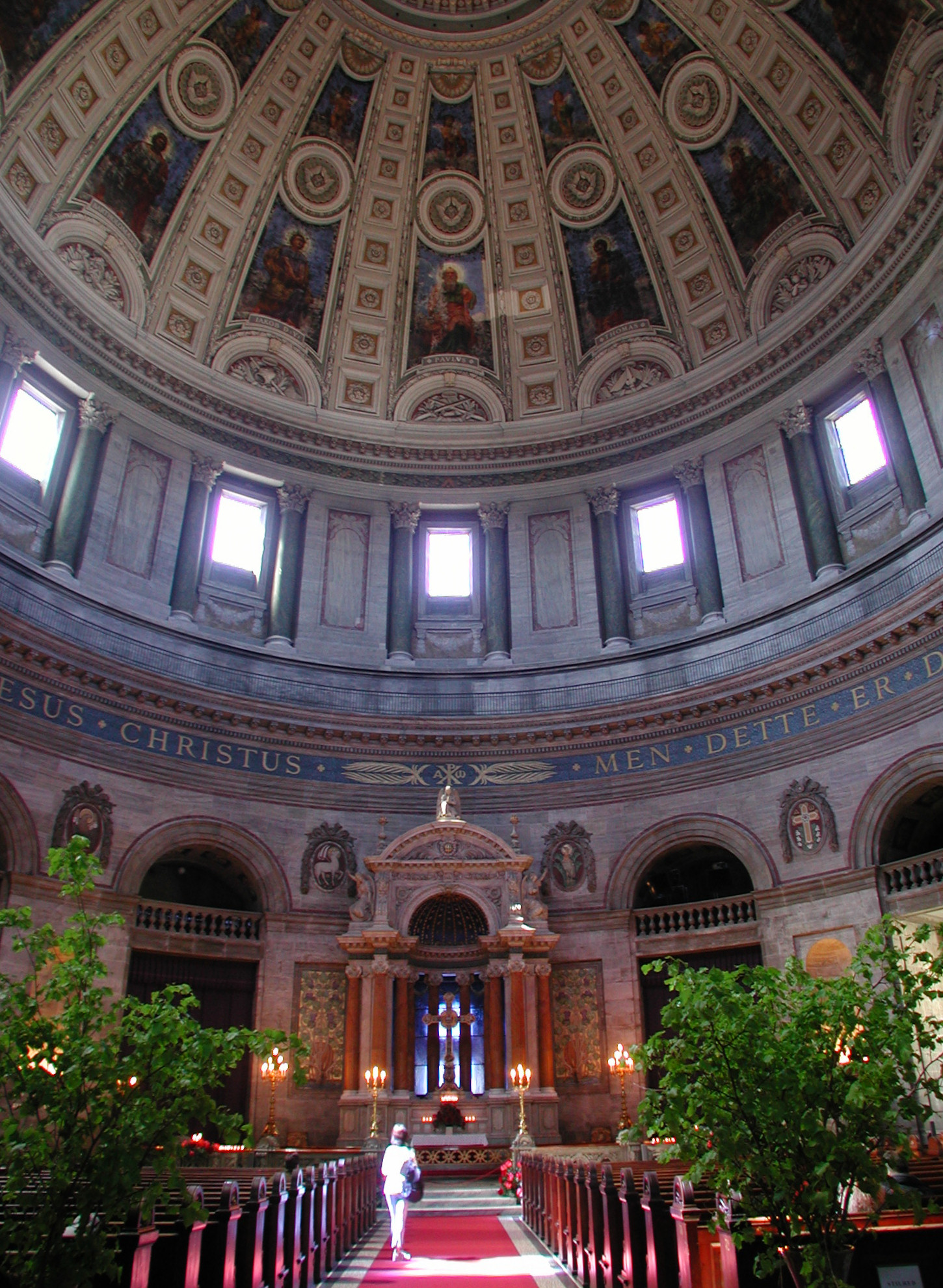
Interior de la iglesia. La cúpula alcanza 46 m de altura y es sostenida por doce columnas cuadradas. La cúpula está decorada con doce pinturas de apóstoles realizadas por C.N. Overgaard con base en esbozos de Henrik Olrik. Debajo de la cúpula hay doce medallones simbólicos: el ave fénix (renacimiento), la cruz (fe), la lira (himno), la flor de lis (pureza), el gallo (vigilancia), el vino (eucaristía), la paloma (bautismo), los cuatro símbolos de los evangelistas y el cordero (Cristo).

Tietgen designó a Christian Zwingmann como director de las obras y a Ferdinand Meldahl como consultor. A mediados de la década de 1870 Zwingmann se retiró de su profesión de arquitecto por motivos de salud y Meldahl asumió la dirección. Meldahl tenía sus propias propuestas acerca de cómo finalizar la iglesia.
El plano de Meldahl implicaba la eliminación de las torres laterales y la reducción de la altura de la rotonda. El número de columnas de la entrada principal del templo se redujo a cuatro en lugar de seis y se omitió por completo en la entrada oeste. El tambor era también más bajo que el de Jardin, pero Meldahl logró que el templo tuviera casi la misma altura gracias a una cúpula proyectada hacia arriba y a una linterna y aguja más altas.
En el contrato de compra de 1874, Tietgen había fijado un plazo de diez años para finalizar la iglesia, pero las obras durarían en total veinte años. Entre las causas de esta demora estaba el que las ruinas estuvieran mucho más deterioradas de lo que se había informado en un principio y por lo tanto se tuvo que derribar más de lo que se había supuesto. Además los negocios de Tietgen se vieron afectados por la depresión económica internacional de esos años, lo que significó menos fondos para la construcción.
Una vez superadas las dificultades, el 19 de agosto de 1894 se pudo inaugurar la iglesia –145 años después de la colocación de la primera piedra. La iglesia, que hasta entonces pertenecía a Tietgen, fue cedida por su propietario al Estado ese mismo día.

## El edificio

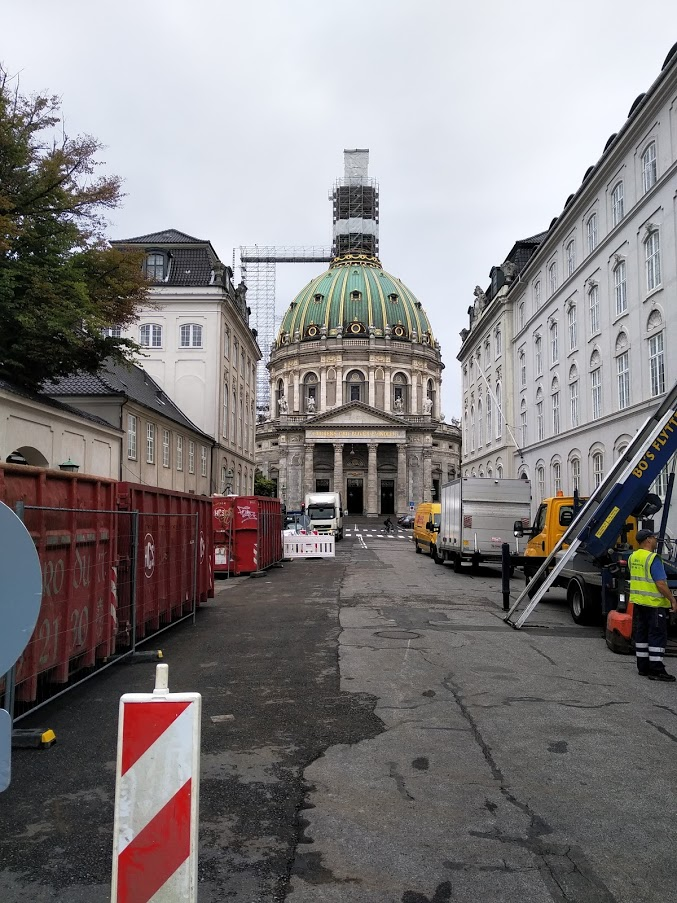
Otro ángulo de la Iglesia de Marmol.

La parte inferior de la iglesia consiste en una rotonda o muro circular con dos anexos cuadrangulares, uno en el este y otro en el oeste, donde se encuentran las entradas mayores. Hay otras dos puertas más pequeñas en los costados norte y sur. La entrada principal, que se encuentra en el este, cuenta con un frontón sostenido por columnas. Estas partes están revestidas de mármol gris noruego de Gjellebekk. Tanto la rotonda como las entradas tienen en su parte más alta una balaustrada adornada con jarrones.
Por encima de la rotonda se levanta el tambor, el cual se divide en doce partes con nichos de arcos de medio punto y ventanas rectangulares. El material es caliza de Faxe y Öland. El tambor también tiene en su parte superior una balaustrada con jarrones.
El tambor y la cúpula se sostienen de doce columnas interiores y con 31 m de diámetro, la cúpula es la mayor de Escandinavia. Tanto la cúpula como la linterna están recubiertas de cobre con detalles dorados. En la linterna se encuentran las campanas de la iglesia. La linterna está rematada por una cruz con una aureola entre los brazos, que en la parte inferior tiene un ornamento de filigrana con las iniciales de C. F. Tietgen.
En el interior, el salón circular está limitado por las doce columnas cuadradas que sostienen el tambor y la cúpula. Entre las columnas y el muro exterior hay un pequeño deambulatorio o girola. Sobre esta se encuentra una estrecha galería.
El piso es de terrazo gris con marcas negras.  En la parte del coro,  parcialmente alrededor del presbiterio y más elevado que el resto de la iglesia, el piso tiene trazos marrones.
La bóveda inicia justo por arriba de los vitrales del tambor, que son la principal fuente de luz natural del recinto, ya que la luz que entra por la mayoría de las ventanas inferiores es bloqueada por las columnas interiores.
La cúpula se divide en doce campos de estuco de yeso. En cada uno de los campos hay una representación pictórica de un apóstol y sobre éstos un querubín. Las pinturas son de Christen Nielsen Overgaard y las imágenes de los apóstoles fueron esbozadas por Henrik Olrik. Olrik falleció cuando la mitad de las imágenes estaba  terminada. Anton Dorph realizó las seis restantes según esbozos de Olrik.

## Inventario

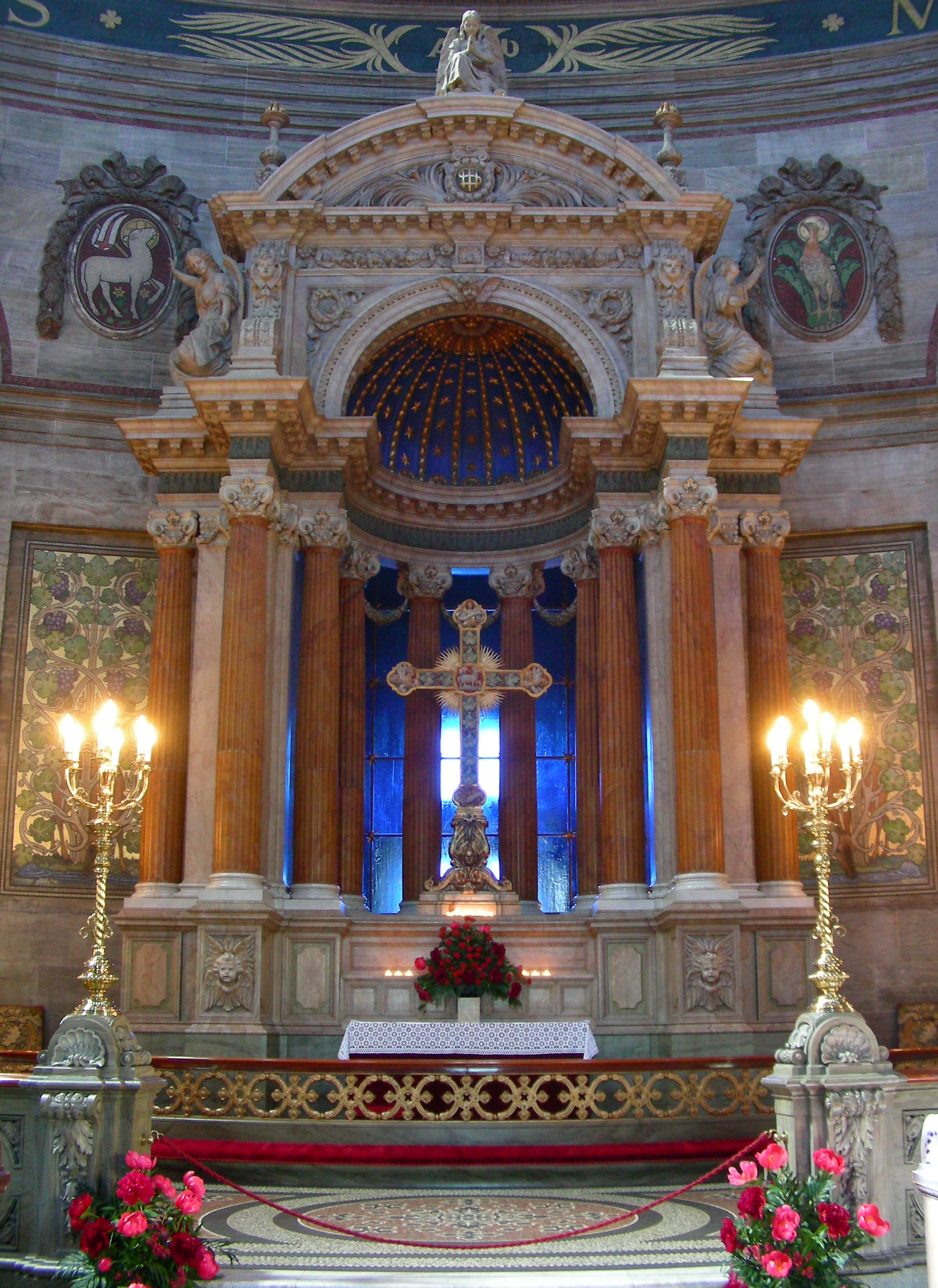
Altar de la iglesia.

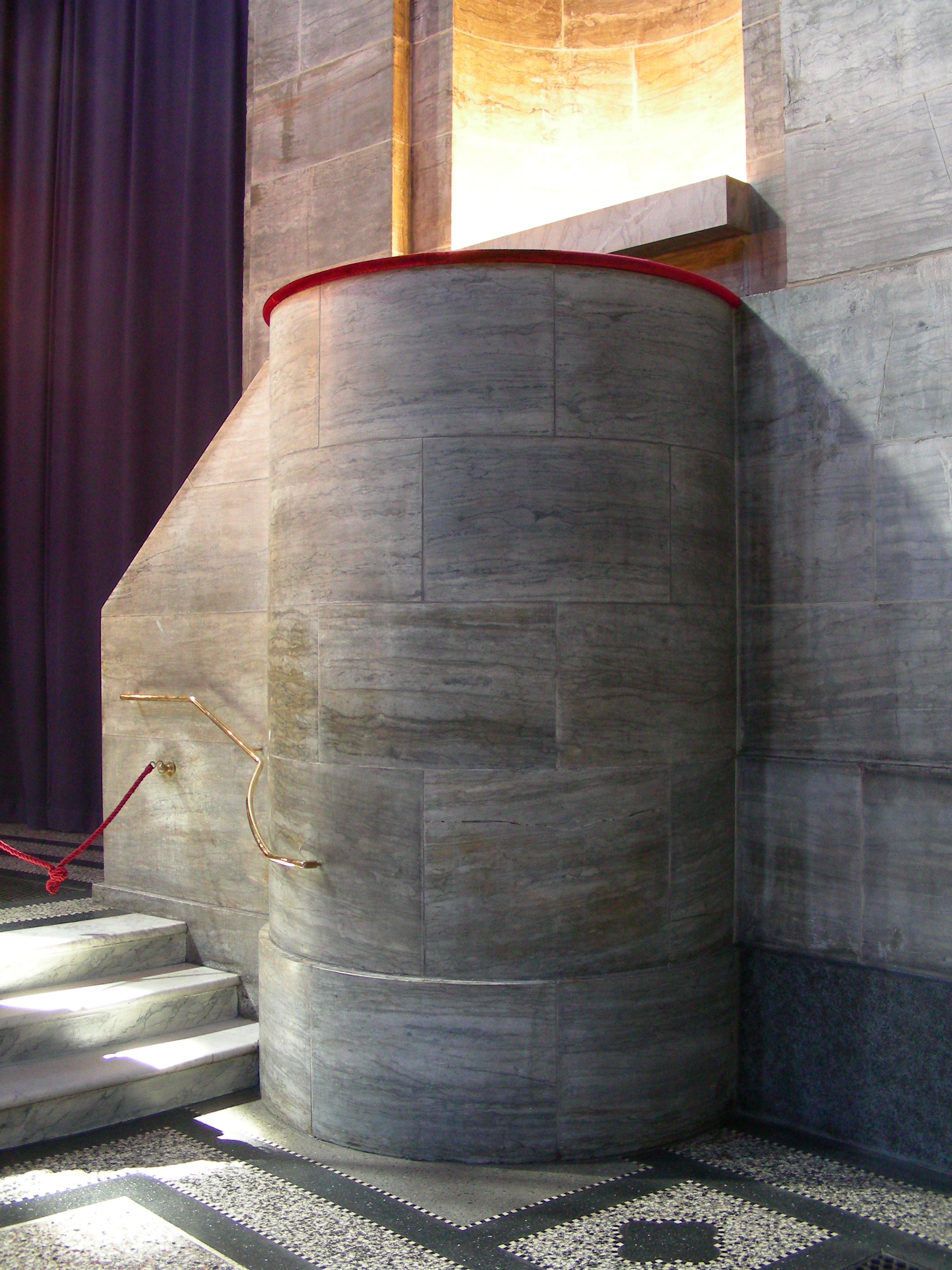
Púlpito de Emanuel Monberg, elaborado en mármol e incorporado a una columna.

### Altar y púlpitos
El retablo está elaborado en madera de pino y estuco, y está decorado con varios colores de manera que asemeja ser de mármol. Fue diseñado por Meldahl y elaborado por el escultor Hans Christian Petersen y el carpintero H.N. Andersen, con la asistencia del pintor Christen Nielsen Overgaard. El retablo enmarca el altar y la cruz de 3 m de alto que se encuentra detrás de éste. La cruz es un diseño del arquitecto Harald Garde.
Debido a la mala acústica de la iglesia, en 1894 se instalaron dos púlpitos que se proyectaban en los límites del coro, a ambos lados del altar. No funcionaron satisfactoriamente y al año siguiente se retiró el púlpito del sur. El púlpito restante fue remodelado, decorado ricamente y equipado con un tornavoz. Las obras fueron diseñadas por Meldahl y esculpidas por Petersen y el carpintero Lars Jørgensen. En esa época, para mejorar la acústica, se colgaron telas en los arcos entre las columnas.
Entre 1930 y 1931 el púlpito de Meldahl fue desmantelado y retirado y se colocó uno nuevo en la columna del noroeste. Este nuevo púlpito es un diseño muy sencillo de Emanuel Monberg.

### Pilas bautismales

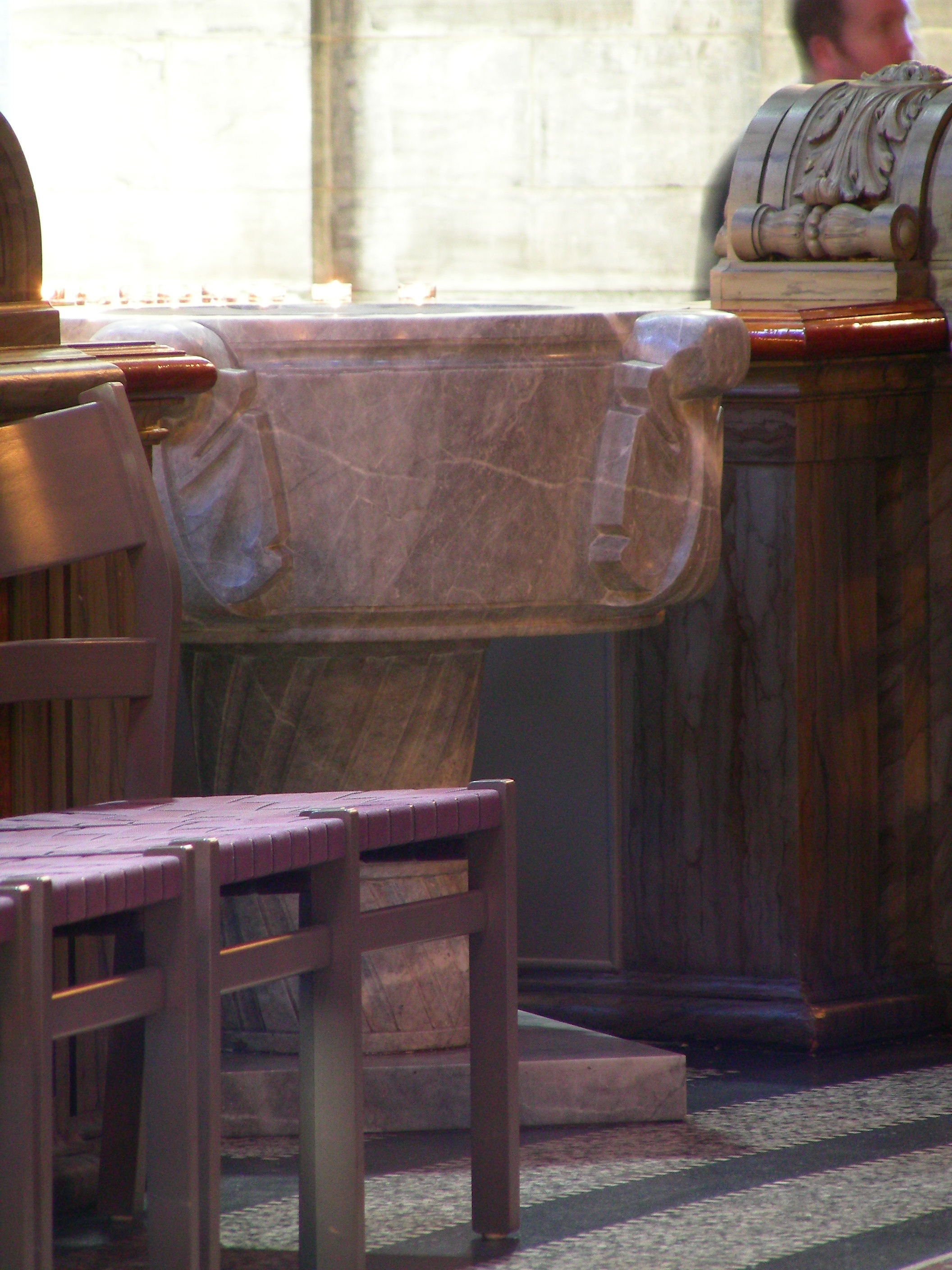
Pila bautismal, de Joakim Skovgaard en mármol blanco de Suiza.

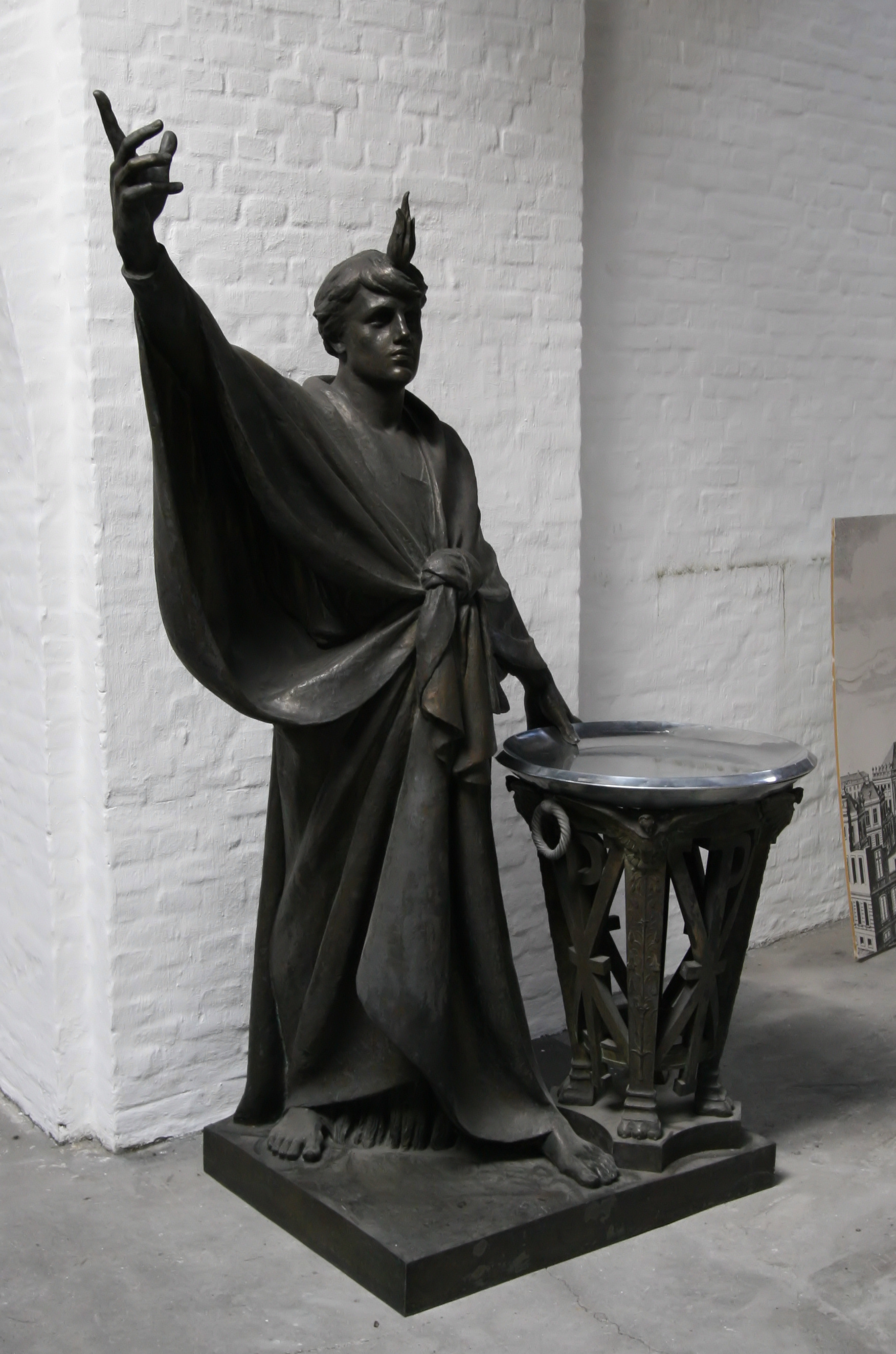
Antigua pila bautismal de bronce, de Stephan Sinding.

La pila bautismal original fue una donación de Tietgen y tanto el artista Stephan Sinding como el diseño se eligieron sin el consentimiento de Meldahl. Es de bronce e incluye la pila propiamente dicha y un ángel de 2 m de altura.
En 1925 se construyó una pila bautismal alternativa al sur del coro. Esta pila es de mármol blanco suizo y fue esculpido por Joakim Skovgaard según un modelo de “una pila del cristianismo primitivo de Sicilia”.
La pila de bronce de Sinding estuvo durante muchos años  al norte de la entrada principal, pero terminó por ser trasladada al pequeño museo de la iglesia.

### Órganos

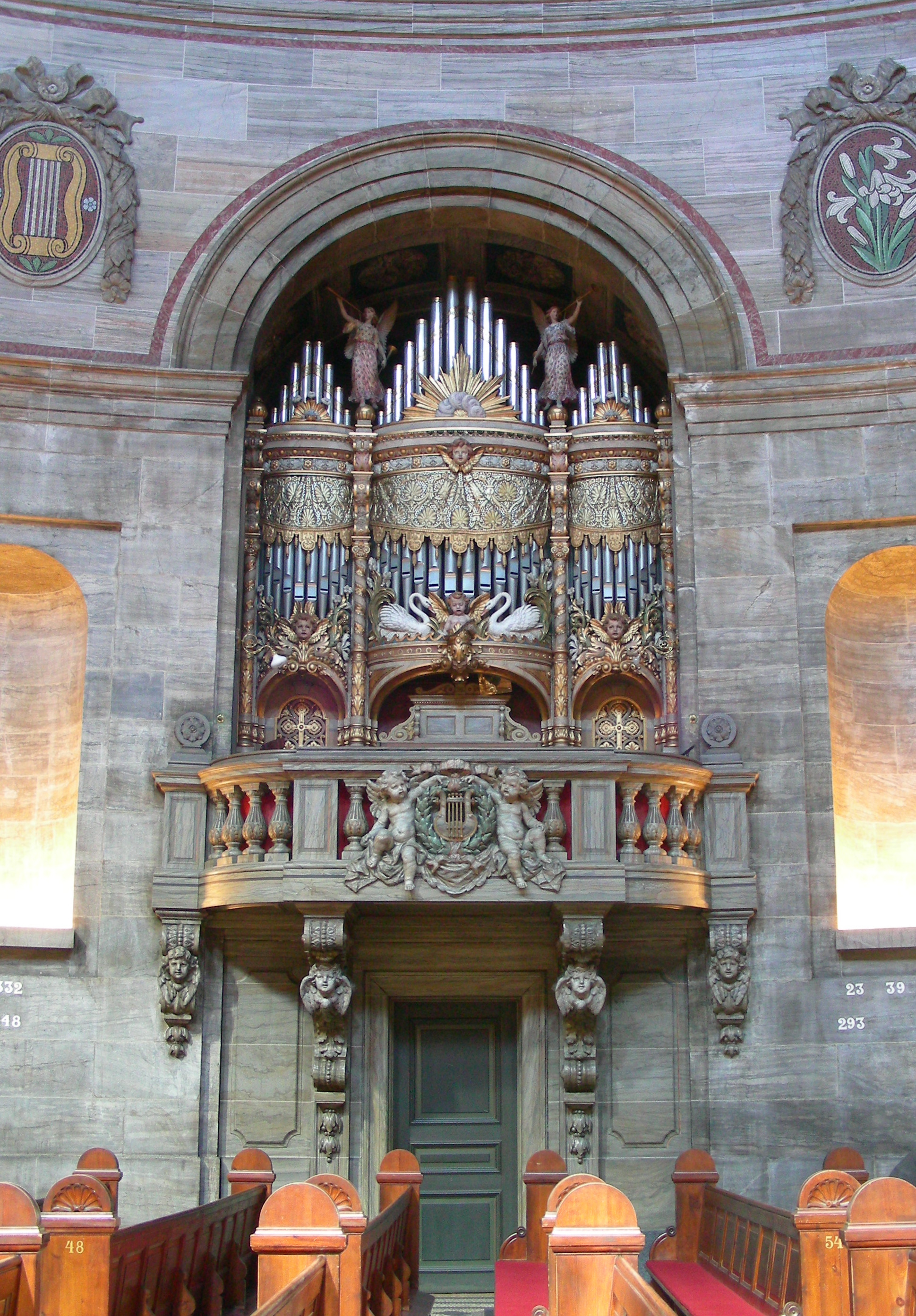
Órgano viejo.

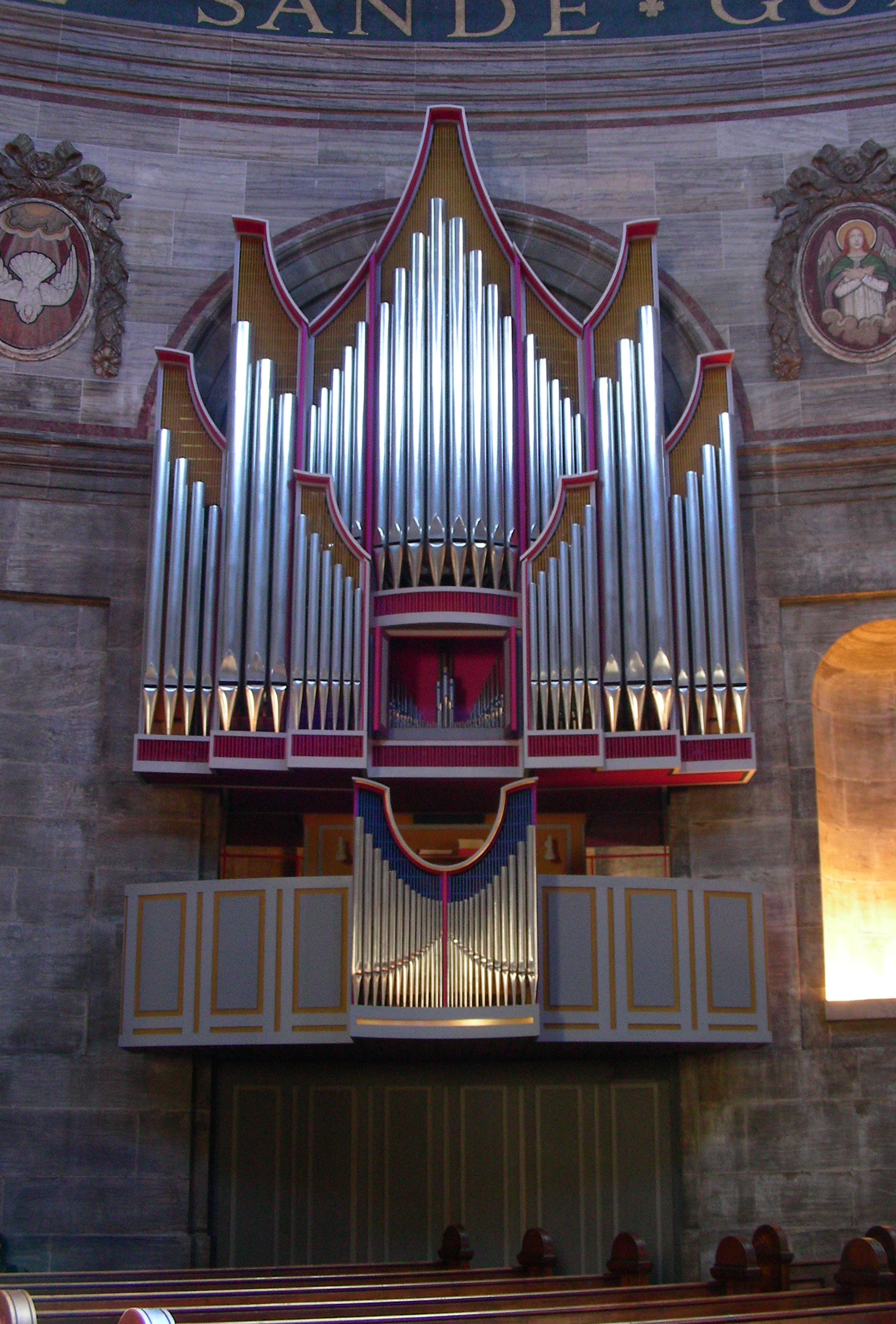
Órgano nuevo.

El primer órgano de la iglesia fue construido en 1894 por Knud Olsen de Copenhague según diseño de Meldahl. Tenía 29 registros. La fachada, inspirada en modelos de Venecia y Roma, está decorada con tallas de Hans Christian Petersen. Su tribuna, de mármol con balaustrada y esculturas de ángeles, se halla en el espacio entre dos columnas, en el norte de la iglesia.
En 1963 se instaló un nuevo órgano de diseño más sencillo. Fue diseñado por Rolf Graae y construido por la firma Marcussen & Søn. Para este órgano, que tiene 51 registros, se reutilizaron tubos de once registros del órgano viejo. El órgano nuevo se encuentra en un arco entre dos columnas inmediatamente al sur de la entrada principal.

### Relieves medievales
La iglesia de Mármol tiene dos relieves de un antiguo retablo de ca. 1500. Los relieves se encuentran a la entrada y muestran la escena del descendimiento de la cruz.

### Monumento a Tietgen
La iglesia de Mármol no cuenta con cementerio ni tumbas, pero tiene una placa conmemorativa a C. F. Tietgen y a su esposa, elaborada por Niels Skovgaard hacia 1920. En ella está tallada la figura del matrimonio que sostiene una miniatura de la iglesia. Hay una inscripción que reza: Til minde om CF Tietgen og hustru Laura, som reiste dette hus til guds ære ("A la memoria de C. F. Tietgen y su esposa Laura, que erigieron esta casa en honor de Dios").

## Esculturas alrededor de la iglesia
En la parte superior de la iglesia hay 18 esculturas de zinc que representan a figuras importantes del cristianismo mundial. A la altura de la calle hay 14 esculturas de bronce que rodean la iglesia y representan a personajes destacados del cristianismo en Dinamarca.
| Esculturas en la terraza - San Benito de Nursia y Elías – de Johannes Hoffmann - San Jerónimo de Estridón – de Otto Evens - San Agustín de Hipona – de Johannes Gelert - San Juan Crisóstomo, San Pablo, San Gregorio Magno – de C.C. Peters - San Atanasio de Alejandría, San Ireneo de Lyon, Juan el Bautista y Moisés – de Carl Rohl-Smith - San Policarpo, – de Ferdinand Edvard Ring - San Pedro, – de August Saabye - Martín Lutero, Jan Hus y John Wycliff – de Theobald Stein - San Bernardo de Claraval – de Georg Christian Freund - San Ambrosio de Milán – de Aksel Hansen | Esculturas a nivel de calle - Johan Nordahl Brun – de J.F. Willumsen - Peder Palladius, San Canuto, Thomas Kingo, Jesper Brochmand y Hans Tausen – de Viggo Jarl - Hans Adolf Brorson y Hans Egede – de August Saabye - Nikolai Frederik Severin Grundtvig – de Vilhelm Bissen - San Óscar – de Theobald Stein - Søren Kierkegaard y Bernhard Severin Ingemann – de Knud Nellemose - Jacob Peter Mynster – de Johannes Bjerg - Nicolai Edinger Balle – de Jørgen Gudmundsen-Holmgreen |

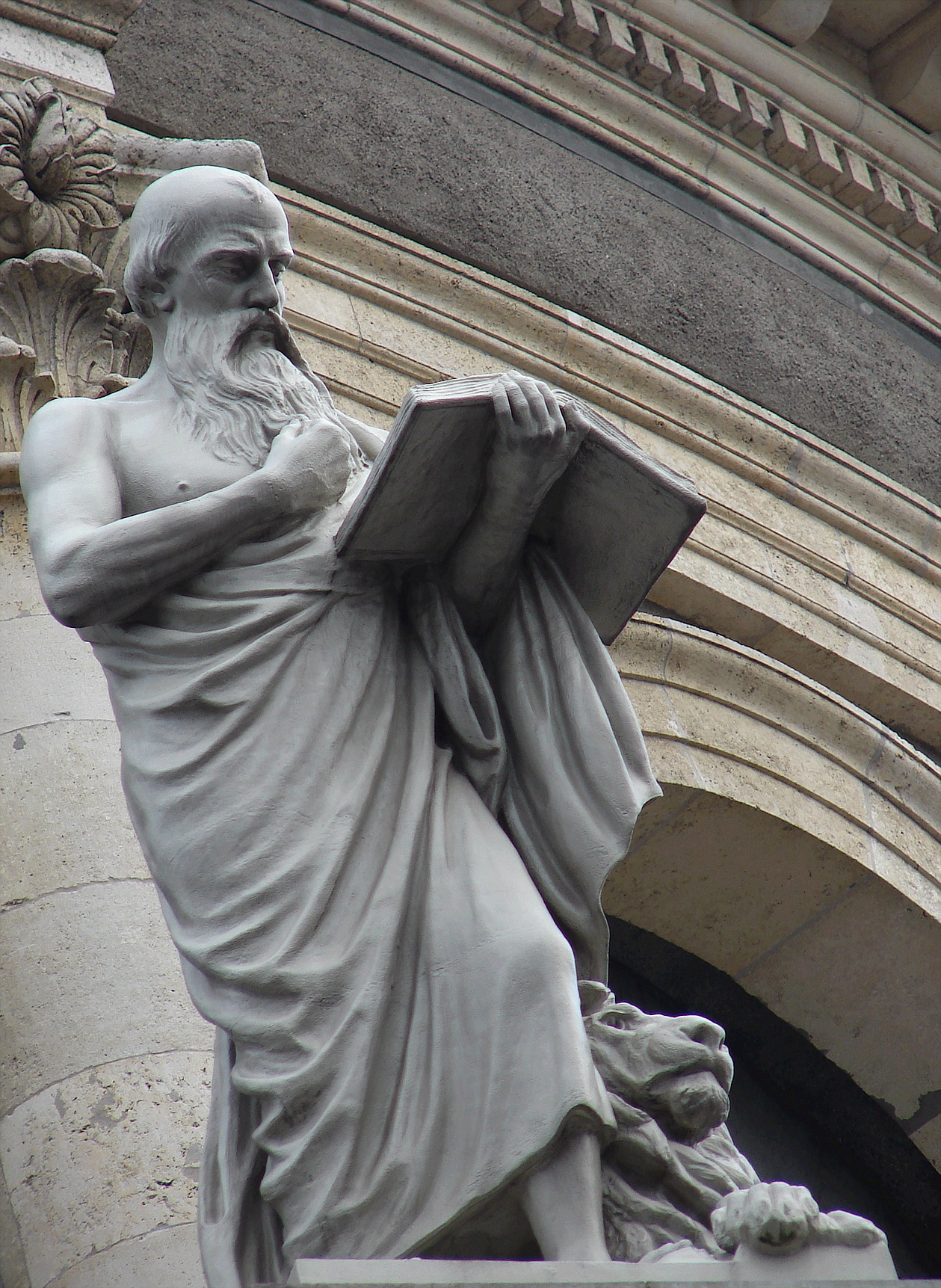
San Jerónimo de Estridón.
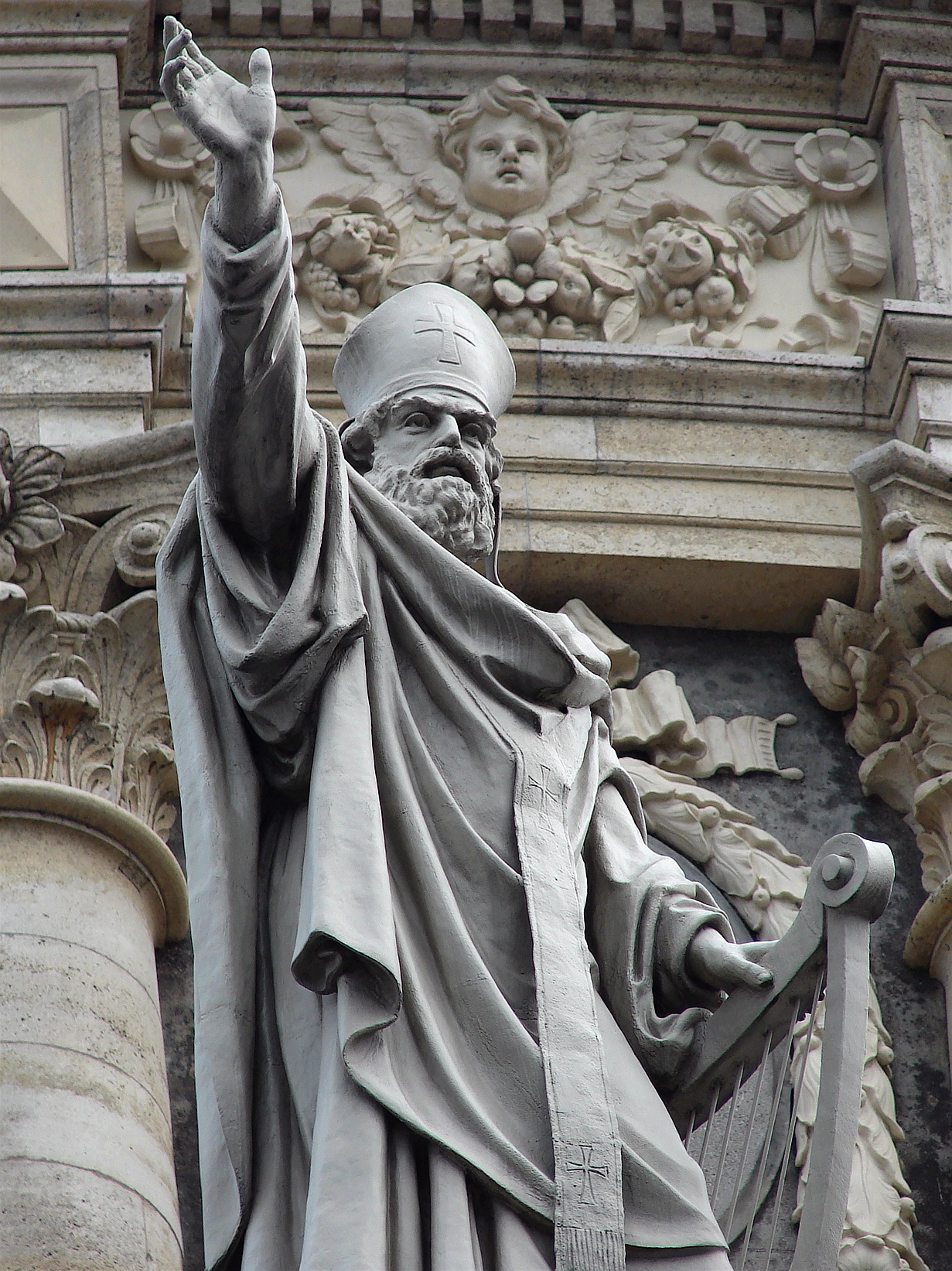
San Ambrosio de Milán.
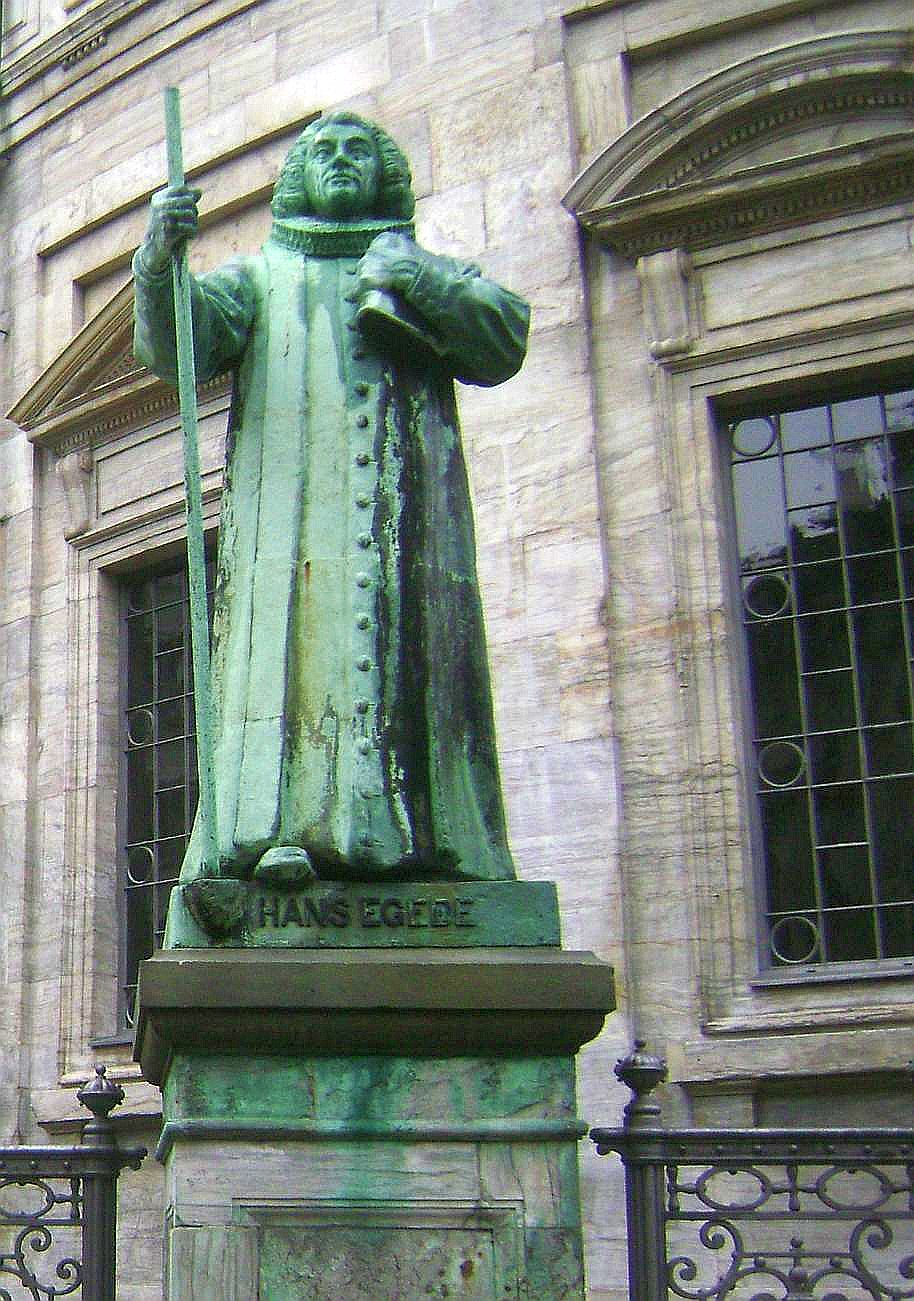
Hans Egede.
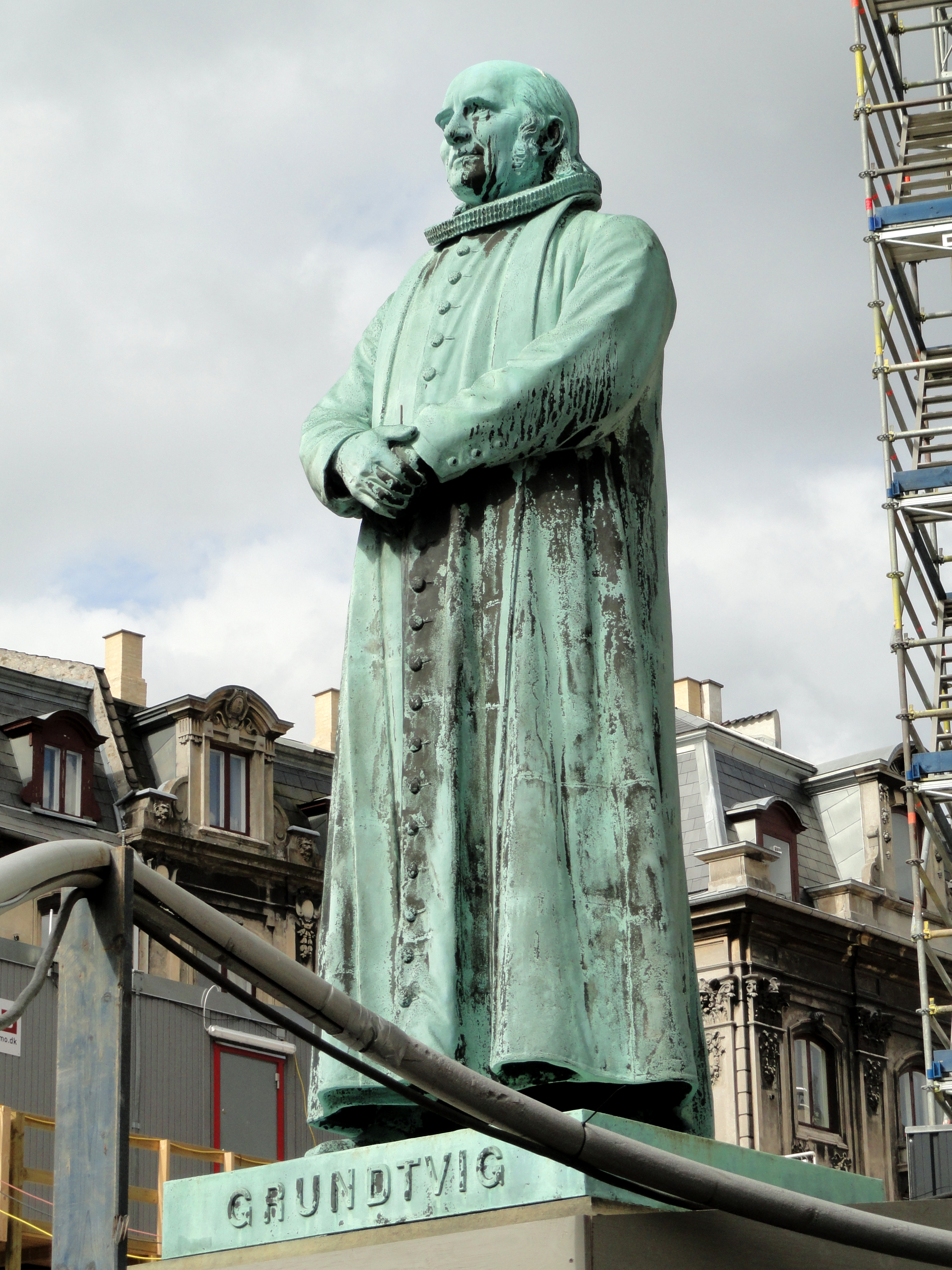
N. F. S. Grudtvig.